# 東京都立青梅看護専門学校
東京都立青梅看護専門学校（とうきょうとりつおうめかんごせんもんがっこう）は、東京都青梅市大門に所在する看護専門学校である。東京都の看護学校としては最も西にある。通称「青看」

## 交通アクセス
鉄道・バス
- JR青梅線 河辺駅及び小作駅より西東京バス

（河11 看護学校入口バス停・青梅看護専門学校バス停（平日朝夕の一部のみ））
- JR八高線 金子駅より西武バス
- 西武池袋線 入間市駅より西武バス

自動車
- C4 首都圏中央連絡自動車道 青梅ICを利用

## 周辺施設
- セイムス 青梅大門店
- 東京都立青峰学園（すぐとなり）
- 青梅市交通公園（すぐうしろ）